# Jeff Yurek
Jeff Yurek, né le 27 septembre 1971 à St. Thomas, est un pharmacien et homme politique ontarien (canadien). De 2011 à 2022, il est député progressiste-conservateur d'Elgin—Middlesex—London à l'Assemblée législative de l'Ontario. 
Il est le ministre de l'Environnement, de la Protection de la nature et des Parcs de l'Ontario de 2019 à 2021.

## Biographie
Jeff Yurek naît à St. Thomas le 27 septembre 1971. Il étudie à l'Université de Toronto. Propriétaire du magasin London Health Care, il reprend la pharmacie familiale avec l'aide de son frère,.
Nommé par le Parti progressiste-conservateur de l'Ontario, il est élu à l'Assemblée législative de l'Ontario lors de l'élection générale de 2011. Il représente la circonscription électorale de Elgin—Middlesex—London. Réélu en 2018, il intègre le gouvernement Ford, d'abord à titre de ministre des Richesses naturelles et des Forêts, puis de ministre des Transports et, en 2019, ministre de l'Environnement, de la Protection de la nature et des Parcs.
En janvier 2022, Yurek annonce ne pas vouloir se représenter pour un 4e manquant et démissionne à la fin du mois de février. Rob Flack lui succède lors de l'élection de 2022.